# SJIT Happens
SJIT Happens er en dansk sitcomserie, som blev sendt på TV 2 Zulu. Det første pilotafsnit blev sendt i efteråret 2012, men i efteråret 2013 startede serien, hvor første afsnit blev sendt 1. september.
Sæson 5 af SJIT Happens var den sidste i serien, der havde premiere den 30. januar 2017, hvor det sidste afsnit blev sendt den 27. marts 2017 på TV 2 Zulu.
I dag genudsendes afsnittene på TV2 Echo, og kan desuden findes på tv2 Play.

## Medvirkende
- Ruben Søltoft - Olau
- Stephania Potalivo - Ane
- Claes Quaade Mortensen - Emil
- Jonathan Harboe - Mads
- Nikolaj Stokholm - Øland
- Rasmus Bruun - Jung
- Roberta Reichhardt - Kathrine
- Amanda Collin - Lærke
- Sofie Jo Kaufmanas - Liv

I mindre roller (dog mindst 3 episoder og talende roller) ses:
- Mathilde Solbakken - Rose
- Kathrine Elvira Boysen - Wilma
- Ole Boisen - Klaus
- Jacobe Orry - Sarah
- Christine Auchenberg - Louise
- Jon Lange - Robert
- Austa Lea Jespersen - Anastacia
- Anna Berentina - Liva
- Lars Oluf Larsen - Far